# 由利本荘市立本荘南中学校
由利本荘市立本荘南中学校（ゆりほんじょうしりつほんじょうみなみちゅうがっこう）は秋田県由利本荘市水林にある公立中学校。

## 概要
1960年（昭和35年）本荘市立本荘中学校を分割して本荘市立南中学校として設立された。南中学校設立とともに既設の本荘中学校は本荘市立北中学校へと改称されている。その後1972年（昭和47年）に本荘市立小友中学校を統合、1977年（昭和52年）に本荘市立子吉中学校を統合した。2005年（平成17年）の由利本荘市立本荘東中学校の新設に際し学区が見直され、一部を分割する形となった。同時に由利本荘市の発足にともない本荘市立南中学校から由利本荘市立本荘南中学校の現校名へと改称されている。
2009年（平成21年）1月に現校舎が落成した。

## 施設概要
- 所在地：秋田県由利本荘市水林466
- 校地面積：72,769 m2
- 延床面積：約8,500 m2[1]

## 学校教育目標
以前は、「心ゆたかな人間」、「たくましく生きる」であった。

## 沿革
以下、注釈の無い項目は学校の公式サイトの情報によるもの。
- 1960年（昭和35年）4月1日 - 本荘市立南中学校設立。
- 1961年（昭和36年）
  - 6月6日 - 第1学年新校舎へ移転（開校記念日）
  - 10月7日 - 「スポーツの日」設定記念会場となり天皇・皇后が行幸啓する。
  - 10月9日 -  国体ソフトボール会場。
- 1962年（昭和37年）
  - 4月3日 - 新校舎に全学年揃う[5]。
  - 9月10日 - 校歌制定。
- 1963年（昭和38年）
  - 3月16日 - 校旗制定。
  - 11月3日 - 体育館・音楽室落成。
- 1966年（昭和41年）4月1日 - 特殊学級開設。
- 1967年（昭和42年）
  - 8月5日 - 小体育館落成
  - 10月28日 - 校門完成。
  - 11月2日 - 完全給食実施。
- 1970年（昭和45年）
  - 6月30日 - 創立10周年記念行事として校庭舗装完成。
  - 9月23日 - 創立10周年記念式典挙行。
- 1972年（昭和47年）4月1日 - 本荘市立小友中学校と統合。
- 1975年（昭和50年）8月 - 全県少年野球 全県・東北大会優勝。
- 1977年（昭和52年）4月1日 - 本荘市立子吉中学校と統合[6]。
- 1979年（昭和54年）1月20日 - 特別教室落成（増築）。
- 1980年（昭和55年）
  - 10月5日 - 全日本吹奏楽コンクール第29回東北大会で金賞受賞[7][8]。
  - 10月25日 - 創立20周年記念式典挙行。
- 1989年（平成元年）4月1日 - 情緒障害特殊学級開設。
- 1990年（平成2年）10月13日 - 創立30周年記念式典挙行。
- 1991年（平成3年）10月27日 - 第44回全日本合唱コンクール全国大会で金賞受賞[9]。
- 1997年（平成9年）
  - 7月26日 - 端艇部女子全国優勝。
  - 8月19日 - 野球部（クラブ）・男子ソフト・ 新体操個人・卓球個人全国大会出場。
- 2000年（平成12年）10月27日 - 創立40周年記念式典挙行[10]。
- 2001年（平成13年）8月1日 - 全県少年野球大会優勝（26年ぶり2回目）
- 2002年（平成14年）
  - 8月12日 - 男子ソフトボール部東北大会優勝。
  - 8月19日 - コンピュータ室総入替え工事完了。
- 2003年（平成15年）8月10日 - 男子ソフトボール部東北大会優勝。
- 2004年（平成16年）8月8日 - 男子ソフトボール部東北大会優勝3連覇達成。
- 2005年（平成17年）3月22日 - 由利本荘市発足にともない本荘市立南中学校から由利本荘市立本荘南中学校へと改称。
- 2006年（平成18年）10月14日 - 職場体験学習実施。
- 2007年（平成19年）
  - 5月10日 - 「広廊下」140mのり巻き完成[11]。
  - 5月16日 - 校舎改築に伴う解体工事開始。
- 2008年（平成20年）3月31日 - 体育館・武道場完成。
- 2009年（平成21年）
  - 1月19日 - 新校舎落成式[12][13]。
  - 8月5日 - 剣道東北大会女子団体3位。
- 2010年（平成22年）
  - 2月14日 - 全日本アンサンブルコンテスト第38回東北大会で混成8重奏金賞受賞[14]。
  - 3月17日 - モニュメント完成[15]。
  - 8月29日 - 全日本吹奏楽コンクール第53回東北大会で銀賞受賞（大編成では初、東北大会出場は30年ぶり2回目）[16][17][18]。
  - 10月24日 - 創立50周年記念式典挙行[19][20][21]。
- 2011年（平成23年）11月9日 - 南ブロック授業実践研究会。
- 2012年（平成24年）
  - 2月12日 - 全日本アンサンブルコンテスト第39回東北大会でクラリネット4重奏 銀賞受賞[22][23]。
  - 8月24日 - 全日本吹奏楽コンクール第55回東北大会で銀賞受賞（1年ぶり）[24][25]。
  - 11月15日 - 文部科学省委託 英語公開研究会。
- 2013年（平成25年）
  - 8月4日 - 女子ソフトボール部東北大会で第3位。
  - 9月1日 - 全日本吹奏楽コンクール第56回東北大会で銀賞受賞（2年連続）[26][27][28][29]。
  - 9月13日 - 中国 無錫市教育局訪問。
  - 11月15日 - 文部科学省委託 英語公開研究会。
- 2014年（平成26年）
  - 8月31日 - 全日本吹奏楽コンクール第57回東北大会で銀賞受賞（3年連続）[30][31]。
  - 11月8日 - 学力向上フォーラム開催。
- 2016年（平成28年）7月24日 - 第36回全日本中学選手権競漕大会 男子舵手付きクオドルプル準優勝[32]。
- 2017年（平成29年）
  - 7月30日 - 第37回全日本中学選手権競漕大会 男子ダブルスカル優勝[33]。
  - 11月2日 - 南ブロック授業実践研究会。
  - 11月10日 - 東北算数・数学研究大会本荘由利大会。
- 2018年（平成30年）7月1日 - 第23回東北中学校ボート大会 男子舵手付きクオドルプル優勝。
- 2019年（令和元年）6月30日 - 第24回東北中学校ボート大会 男子舵手付きクオドルプル優勝、男子ダブルスカル優勝。
- 2021年（令和3年）
  - 3月 - 60周年記念誌「南の丘」発行。
  - 12月24日 - 科学部旭化成賞受賞[34][35]。
- 2022年（令和4年）
  - 3月26日 - 男子卓球部全国選抜愛媛大会出場。
  - 8月21日 - 第53回全国中学校卓球大会 男子シングルス 出場[36]。
  - 12月27日 - 日本学生科学賞中央審査 入選二等[37]。
- 2024年（令和6年）9月8日 - 第67回東北吹奏楽コンクール 小編成の部 銀賞受賞（小編成では初、東北大会出場は10年ぶり6回目）[38][39][40]。
- 2025年（令和7年）9月7日 - 第68回東北吹奏楽コンクール 小編成の部出場。

## 校章
Hにペンを記したものであり、ペンは学習・勤勉・努力を意味し、Hは本荘市の頭文字と同時に、Helth、Head、Hand、Heartの4Hを目標とする意義を含んでいる。これらが全体としてHarmony（調和）のとれた頭文字「H」を象徴したものである。

## 校歌
作詞：藪田義雄、作曲：松本民之助
3番まであり、歌詞に学校名は入らない。卒業式では、合唱で行われる。

## 生徒数・学級数
| 年度                      | 男子 | 女子 | 計    | 増減 | 学級数 | 増減 | 備考                         | 出典          |
| ------------------------- | ---- | ---- | ----- | ---- | ------ | ---- | ---------------------------- | ------------- |
| 1960（昭和35）年度        | 375  | 381  | 756   |      | 14     |      | 学校創立                     | [ 43 ]        |
| 1961（昭和36）年度        | 509  | 502  | 1,011 | 255  | 21     | +7   | 1年生が新校舎へ              | [ 44 ]        |
| 1962（昭和37）年度        | 不明 | 不明 | 1,091 | 80   | 23     | +2   | 全学年が新校舎へ             | [ 45 ]        |
| 1963（昭和38）年度        | 不明 | 不明 | 1,056 | -35  | 22     | -1   |                              | [ 46 ]        |
| 1964（昭和39）年度        | 不明 | 不明 | 980   | -76  | 19     | -3   |                              | [ 47 ]        |
| 1965（昭和40）年度        | 不明 | 不明 | 1,056 | 76   | 20     | +1   |                              | [ 48 ]        |
| 1966（昭和41）年度        | 不明 | 不明 | 798   | -258 | 19     | -1   |                              | [ 49 ]        |
| 1967（昭和42）年度        | 不明 | 不明 | 769   | -29  | 19     | 0    |                              | [ 50 ]        |
| 1968（昭和43）年度        | 不明 | 不明 | 754   | -15  | 19     | 0    |                              | [ 51 ]        |
| 1969（昭和44）年度        | 不明 | 不明 | 733   | -31  | 19     | 0    |                              | [ 52 ]        |
| 1970（昭和45）年度        | 不明 | 不明 | 728   | -5   | 19     | 0    | 創立10周年                   | [ 53 ]        |
| 1971（昭和46）年度        | 不明 | 不明 | 670   | -58  | 18     | -1   |                              | [ 54 ]        |
| 1972（昭和47）年度        | 不明 | 不明 | 754   | 84   | 20     | +2   | 小友中統合                   | [ 55 ] [ 56 ] |
| 1973（昭和48）年度        | 不明 | 不明 | 741   | -13  | 19     | 0    |                              | [ 57 ]        |
| 1974（昭和49）年度        | 不明 | 不明 | 764   | 23   | 19     | 0    |                              | [ 58 ]        |
| 1975（昭和50）年度        | 不明 | 不明 | 782   | -18  | 20     | +1   |                              | [ 55 ] [ 59 ] |
| 1976（昭和51）年度        | 不明 | 不明 | 802   | 20   | 20     | 0    |                              | [ 60 ] [ 61 ] |
| 1977（昭和52）年度        | 不明 | 不明 | 917   | 115  | 23     | +3   | 子吉中統合                   | [ 55 ] [ 62 ] |
| 1978（昭和53）年度        | 不明 | 不明 | 948   | -31  | 23     | 0    |                              | [ 55 ] [ 63 ] |
| 1979（昭和54）年度        | 不明 | 不明 | 909   | -39  | 22     | -2   |                              | [ 55 ] [ 64 ] |
| 1980（昭和55）年度        | 不明 | 不明 | 925   | 16   | 不明   | 不明 | 創立20周年                   | [ 55 ]        |
| 1981（昭和56）年度        | 不明 | 不明 | 878   | 47   | 22     |      |                              | [ 55 ] [ 65 ] |
| 1982（昭和57）年度        | 不明 | 不明 | 950   | 72   | 24     | +2   |                              | [ 55 ] [ 66 ] |
| 1983（昭和58）年度        | 不明 | 不明 | 959   | 9    | 24     | 0    |                              | [ 55 ] [ 67 ] |
| 1984（昭和59）年度        | 不明 | 不明 | 976   | 17   | 25     | +1   |                              | [ 55 ] [ 68 ] |
| 1985（昭和60）年度        | 不明 | 不明 | 1,004 | 28   | 25     | 0    |                              | [ 55 ] [ 69 ] |
| 1986（昭和61）年度        | 不明 | 不明 | 1,046 | 42   | 不明   | 不明 |                              | [ 55 ]        |
| 1987（昭和62）年度        | 不明 | 不明 | 1,049 | 3    | 不明   | 不明 |                              | [ 55 ]        |
| 1988（昭和63）年度        | 不明 | 不明 | 1,030 | -19  | 不明   | 不明 |                              | [ 55 ]        |
| 1989（平成元年）年度      | 不明 | 不明 | 976   | -54  | 不明   | 不明 |                              | [ 55 ]        |
| 1990（平成2）年度         | 不明 | 不明 | 965   | -11  | 不明   | 不明 | 創立30周年                   | [ 55 ]        |
| 1991（平成3）年度         | 不明 | 不明 | 981   | 16   | 不明   | 不明 |                              | [ 55 ]        |
| 1992（平成4）年度         | 不明 | 不明 | 1006  | 25   | 不明   | 不明 |                              | [ 55 ]        |
| 1993（平成5）年度         | 不明 | 不明 | 1003  | -3   | 不明   | 不明 |                              | [ 55 ]        |
| 1994（平成6）年度         | 不明 | 不明 | 960   | -43  | 不明   | 不明 |                              | [ 55 ]        |
| 1995（平成7）年度         | 不明 | 不明 | 957   | -3   | 不明   | 不明 |                              | [ 55 ]        |
| 1996（平成8）年度         | 不明 | 不明 | 937   | -20  | 不明   | 不明 |                              | [ 55 ]        |
| 1997（平成9）年度         | 不明 | 不明 | 922   | -15  | 不明   | 不明 |                              | [ 55 ]        |
| 1998（平成10）年度        | 不明 | 不明 | 897   | -25  | 不明   | 不明 |                              | [ 55 ]        |
| 1999（平成11）年度        | 不明 | 不明 | 848   | -49  | 23     |      |                              | [ 70 ]        |
| 2000（平成12）年度        | 不明 | 不明 | 834   | 1    | 24     | 1    | 創立40周年                   | [ 71 ]        |
| 2001（平成13）年度        | 407  | 422  | 829   | ー5  | 23     | -1   |                              | [ 72 ]        |
| 2002（平成14）年度        | 390  | 407  | 797   | -32  | 25     | 2    |                              | [ 73 ]        |
| 2003（平成15）年度        | 389  | 375  | 764   | -23  | 25     | 0    |                              | [ 74 ]        |
| 2004（平成16）年度        | 364  | 339  | 703   | -61  | 22     | -3   |                              | [ 75 ]        |
| 2005（平成17）年度        | 206  | 174  | 380   | -323 | 14     | -8   | 由利本荘市誕生、本荘東中開校 | [ 76 ]        |
| 2006（平成18）年度        | 172  | 173  | 345   | -35  | 12     | -2   |                              | [ 77 ]        |
| 2007（平成19）年度        | 172  | 173  | 344   | -1   | 12     | 0    |                              | [ 78 ]        |
| 2008（平成20）年度        | 173  | 170  | 343   | -1   | 12     | 0    |                              | [ 79 ]        |
| 2009（平成21）年度        | 171  | 176  | 347   | 3    | 12     | 0    | 新校舎落成                   | [ 80 ]        |
| 2010（平成22）年度        | 176  | 184  | 360   | 13   | 12     | 0    | 創立50周年                   | [ 81 ]        |
| 2011（平成23）年度        | 170  | 181  | 351   | -9   | 11     | -1   |                              | [ 82 ]        |
| 2012（平成24）年度        | 187  | 182  | 369   | 18   | 13     | +2   |                              | [ 83 ]        |
| 2013（平成25）年度        | 183  | 178  | 360   | -9   | 12     | -1   |                              | [ 84 ]        |
| 2014（平成26）年度        | 170  | 164  | 334   | -26  | 13     | 1    |                              | [ 85 ]        |
| 2015（平成27）年度        | 164  | 158  | 323   | -1   | 12     | -1   |                              | [ 86 ]        |
| 2016（平成28）年度        | 164  | 146  | 310   | -13  | 13     | 1    |                              | [ 87 ]        |
| 2017（平成29）年度        | 166  | 148  | 314   | 4    | 14     | 1    |                              | [ 88 ]        |
| 2018（平成30）年度        | 150  | 144  | 294   | -20  | 14     | 0    |                              | [ 89 ]        |
| 2019（平成31/令和元）年度 | 157  | 154  | 309   | 15   | 14     | 0    |                              | [ 90 ]        |
| 2020（令和2）年度         | 154  | 165  | 320   | 11   | 14     | 0    | 創立60周年                   | [ 91 ]        |
| 2021（令和3）年度         | 176  | 178  | 354   | 34   | 15     | 1    |                              | [ 92 ]        |
| 2022（令和4）年度         | 156  | 156  | 312   | -42  | 14     | -1   |                              | [ 93 ]        |
| 2023（令和5）年度         | 153  | 149  | 302   | -10  | 12     | -2   |                              | [ 94 ]        |
| 2024（令和6）年度         | 131  | 142  | 273   | -29  | 10     | -2   |                              | [ 95 ]        |
| 2025（令和7）年度         | 129  | 147  | 276   | 3    | 11     | +1   |                              | [ 96 ]        |

## 南中体操
大運動会の準備運動として、1970年代から行われている。模範用のビデオがあり、初代は、1994年4月に小体育館にて撮影されたもの、2代目は、2017年頃に体育館で撮影されたものである。

## 卒業の歌
卒業式に歌われているもので、1980年ごろ、当時勤務していた音楽教諭が制作したものである。1番は卒業生が、中間に入る「蛍の光」を在校生が、2番を全校で歌う。

## 第一応援歌、第二応援歌
壮行会の際に歌われている。いつ作成されたかは不明。

## 著名な出身者
- 村岡兼幸 -（実業家、村岡建設工業代表取締役社長）73年卒
- 村岡敏英（政治家、衆議院議員）[98] 76年卒
- 工藤幹夫（元プロ野球選手）[99] 76年卒
- 阿部勇一（作曲家）84年卒
- 西村春彦 (写真家) 85年卒
- 加藤光教（元プロ野球選手）98年卒
- 五十嵐俊幸（元プロボクサー）99年卒
- 生駒里奈（女優、元乃木坂46）[100]11年卒

## 学区
桜小路、東町、谷地町、南花畑町、北花畑町、駅前、本田仲町、東御門町、御門町、赤沼、鶴舞小学校の通学区域

## アクセス

### 鉄道
- JR羽越本線 - 羽後本荘駅 から徒歩約32分

### バス
- 「砂子下」バス停（羽後交通）下車

## 部活動
- 運動部
  - 野球、サッカー、男子バスケットボール、女子バスケットボール、ソフトボール、男子ソフトテニス、女子ソフトテニス、、ボート、柔道、剣道、水泳、スキー、陸上競技
- 文化部
  - 吹奏楽、美術、科学